# Мала Весь (Велюнський повіт)
Мала Весь (пол. Mała Wieś) — село в Польщі, у гміні Конопниця Велюнського повіту Лодзинського воєводства.
Населення — 208 осіб (2011).
У 1975-1998 роках село належало до Серадзького воєводства.

## Демографія
Демографічна структура станом на 31 березня 2011 року:
|          | Загалом | Допрацездатний вік | Працездатний вік | Постпрацездатний вік |
| -------- | ------- | ------------------ | ---------------- | -------------------- |
| Чоловіки | 106     | 21                 | 70               | 15                   |
| Жінки    | 102     | 19                 | 53               | 30                   |
| Разом    | 208     | 40                 | 123              | 45                   |